# Адара-каламма
Адара-каламма (Аядараґалама) (д/н — 1457 до н. е.) — цар Країни Моря близько 1485—1457 років до н. е. (за іншою хронологією 1518—1500/1490 до н. е.)

## Життєпис
Походив з I династії Країни Моря (відома як II Вавилонська династія). Син царя Пешгаль-дарамаша. Основні відомості містяться в клинописах, що є тепер частиною Колекції Шоєна (Норвегія), 2 релігійних текстах.
Ймовірно, його володарювання було досить мирним, оскільки переважно згадуються подарунки царя храмам і їхнім божествам. Лише 1 згадка про бунт населення або кочівників. Також є відомості про 2 кампанії, в яких брав участь цар Країни Моря. Ймовірно вони мали захисний характер від Вавилонського царства.
Йому спадкував Акуруланна.